# Poeta laureatus

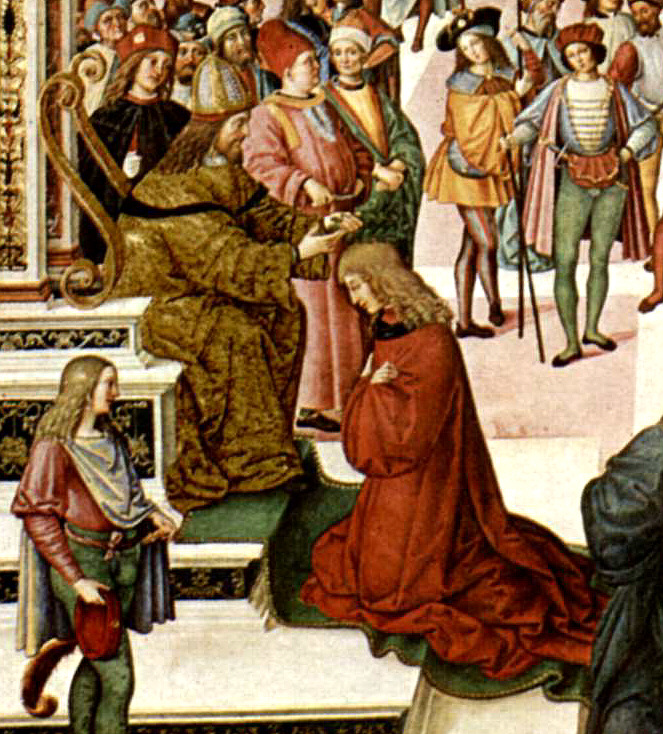
Pinturicchiova freska znázorňuje předání vavřínového věnce Eneáši Piccolominimu císařem Fridrichem III.

Poeta laureatus (někdy psáno poëta laureatus, doslova básník ověnčený vavřínem) je titul básníka, kterého oficiální autority vyhlásily za nejlepšího v zemi a pověřily ho reprezentačními úkoly. Dostává pravidelnou rentu a obvykle má za úkol skládat verše ke slavnostním příležitostem.

## Historie
Zvyk dávat uznávaným básníkům vavřínové věnce je zaznamenán už ve starém Řecku a Římě. Na tuto tradici navázala renesance, roku 1315 byl v Padově slavnostně korunován Albertino Mussato a roku 1340 na Kapitolu Francesco Petrarca. Institut dvorního básníka zavedla také Svatá říše římská, jako první tuto pozici zaujal v roce 1487 Konrad Celtis.
V Anglii se stal prvním státem placeným básníkem roku 1616 Ben Jonson. V roce 1668 byl jako Poet Laureate jmenován John Dryden a založil tak tradici, která trvá nepřetržitě do současnosti. Titul byl udělován doživotně, až v roce 1999 požádal Andrew Motion o změnu a bylo stanoveno desetileté funkční období. Roku 2009 se stala Carol Ann Duffyová první ženou v této profesi. Britský Poet Laureate je jmenován královnou na návrh ministerského předsedy, náleží mu finanční odměna ve výši 5750 liber ročně a také sud sherry kvůli inspiraci (tato tradice byla opuštěna v roce 1790, kdy Henry James Pye požádal, aby místo vína dostal raději peníze; její návrat prosadil Ted Hughes).
Obdobný titul v USA je nazýván Poet Laureate Consultant in Poetry to the Library of Congress a je udělován Knihovnou Kongresu od roku 1937. Funkční období trvá necelý rok, od září do května. Oceněný autor pořádá v knihovně čtení, konference a tvůrčí dílny. Od roku 1997 jmenuje svého básnického laureáta také novozélandská národní knihovna (symbolem je maorská ceremoniální hůl tokotoko) a od roku 2002 knihovna kanadského parlamentu. Ve Skotsku se titul nazývá Makar a v Irsku Saoi. Svého básníka laureáta vyhlašují rovněž jednotlivé státy USA nebo ostrov Martha's Vineyard. Americká nadace Poetry Foundation uděluje laureátský titul v oblasti literatury pro děti a mládež. Ve Francii existuje čestný titul Prince des poètes, z něhož však žádná oficiální privilegia nevyplývají. Obdobnou povahu má nizozemské označení Dichter des Vaderlands (Básník vlasti).
Zkrácením slovního spojení poeta laureatus vznikl výraz laureát, který se používá pro držitele prestižního ocenění v jakékoli oblasti.

## Seznam britských Poets Laureate
| Poet Laureate      | Začátek úřadu | Konec úřadu | Poznámka                        |
| ------------------ | ------------- | ----------- | ------------------------------- |
| John Dryden        | 1668          | 1689        |                                 |
| Thomas Shadwell    | 1689          | 1692        |                                 |
| Nahum Tate         | 1692          | 1715        |                                 |
| Nicholas Rowe      | 1715          | 1718        |                                 |
| Laurence Eusden    | 1718          | 1730        |                                 |
| Colley Cibber      | 1730          | 1757        |                                 |
| William Whitehead  | 1757          | 1785        |                                 |
| Thomas Warton      | 1785          | 1790        |                                 |
| Henry James Pye    | 1790          | 1813        |                                 |
| Robert Southey     | 1813          | 1843        |                                 |
| William Wordsworth | 1843          | 1850        |                                 |
| Alfred Tennyson    | 1850          | 1892        |                                 |
| Alfred Austin      | 1896          | 1913        |                                 |
| Robert Bridges     | 1913          | 1930        |                                 |
| John Masefield     | 1930          | 1967        |                                 |
| Cecil Day-Lewis    | 1968          | 1972        |                                 |
| John Betjeman      | 1972          | 1984        |                                 |
| Ted Hughes         | 1984          | 1998        |                                 |
| Andrew Motion      | 1999          | 2009        | První desetileté funkční období |
| Carol Ann Duffy    | 2009          | 2019        | První žena v úřadu              |
| Simon Armitage     | 2019          | -           |                                 |

## Poets Laureate Kongresové knihovny USA
- 1937–1941 Joseph Auslander
- 1943–1944 Allen Tate
- 1944–1945 Robert Penn Warren
- 1945–1946 Louise Bogan
- 1946–1947 Karl Shapiro
- 1947–1948 Robert Lowell
- 1948–1949 Léonie Adams
- 1949–1950 Elizabeth Bishop
- 1950–1952 Conrad Aiken
- 1952 William Carlos Williams
- 1956–1958 Randall Jarrell
- 1958–1959 Robert Frost
- 1959–1961 Richard Eberhart
- 1961–1963 Louis Untermeyer
- 1963–1964 Howard Nemerov
- 1964–1965 Reed Whittemore
- 1965–1966 Stephen Spender
- 1966–1968: James Dickey
- 1968–1970: William Jay Smith
- 1970–1971: William Stafford
- 1971–1973: Josephine Jacobsen
- 1973–1974: Daniel Hoffman
- 1974–1976: Stanley Kunitz
- 1976–1978: Robert Hayden
- 1978–1980: William Meredith
- 1981–1982: Maxine Kumin
- 1982–1984: Anthony Hecht
- 1984–1985: Reed Whittemore
- 1984–1985: Robert Fitzgerald
- 1985–1986: Gwendolyn Brooksová
- 1986–1987: Robert Penn Warren
- 1987–1988: Richard Wilbur
- 1988–1990: Howard Nemerov
- 1990–1991: Mark Strand
- 1991–1992: Josif Brodskij
- 1992–1993: Mona Van Duyn
- 1993–1995: Rita Dove
- 1995–1997: Robert Hass
- 1997–2000: Robert Pinsky
- 2000–2001: Stanley Kunitz
- 2001–2003: Billy Collins
- 2003–2004: Louise Glück
- 2004–2006: Ted Kooser
- 2006–2007: Donald Hall
- 2007–2008: Charles Simic
- 2008–2010: Kay Ryan
- 2010–2011: W. S. Merwin
- 2011–2012: Philip Levine
- 2012–2014: Natasha Trethewey
- 2014–2015: Charles Wright
- od 2015: Juan Felipe Herrera